# Langston Hughes
 Der er for få eller ingen kildehenvisninger i denne artikel, hvilket er et problem. Du kan hjælpe ved at angive troværdige kilder til de påstande, som fremføres i artiklen.

Langston Hughes (født 1. februar 1901, død 22. maj 1967) var en betydningsfuld afrikansk-amerikansk digter.

## Liv
James Mercer Langston Hughes blev født i byen Joplin i Missouri og voksede op i byen Lawrence i Kansas. Efter at hans forældre var blevet skilt, blev han mest opdraget af sin bedstemor. Som ung mand rejste han meget omkring. Han var i Mexico, Frankrig og Vestafrika), men han bosatte sig endeligt i Harlem i  New York. Han var tilknyttet det kommunistiske parti i 1930-erne.

## Kunst
Hans første bog udkom i 1926. Han skrev 16 digtsamlinger, 2 romaner, 3 novellesamlinger, 4 samlinger af fiktionstekster, 20 skuespil, poesi for børn, musicals og operaer, 3 biografier, flere radio- og tv-tekster og adskillige artikler. Derudover redigerede han 7 antologier.

## Udvalgte værker

### Digtsamling
- The Weary Blues (1926)

### Roman
- Not Without Laughter (1930)

### Novellesamling
- The Ways of White Folks (1934)

### Skuespil
- Mulebone (1934, med Zora Neale Hurston)
- Black Nativity (1961)